# Roxana-Florentina Anușca
Roxana-Florentina Anușca (n. 14 aprilie 1976

), la Botoșani, este un fost deputat român, ales în legislatura  2012-2016.